# Pleurothallis phyllocardioides
Pleurothallis phyllocardioides là một loài lan có mặt từ Trung Mỹ to Bolivia.

## Hình ảnh

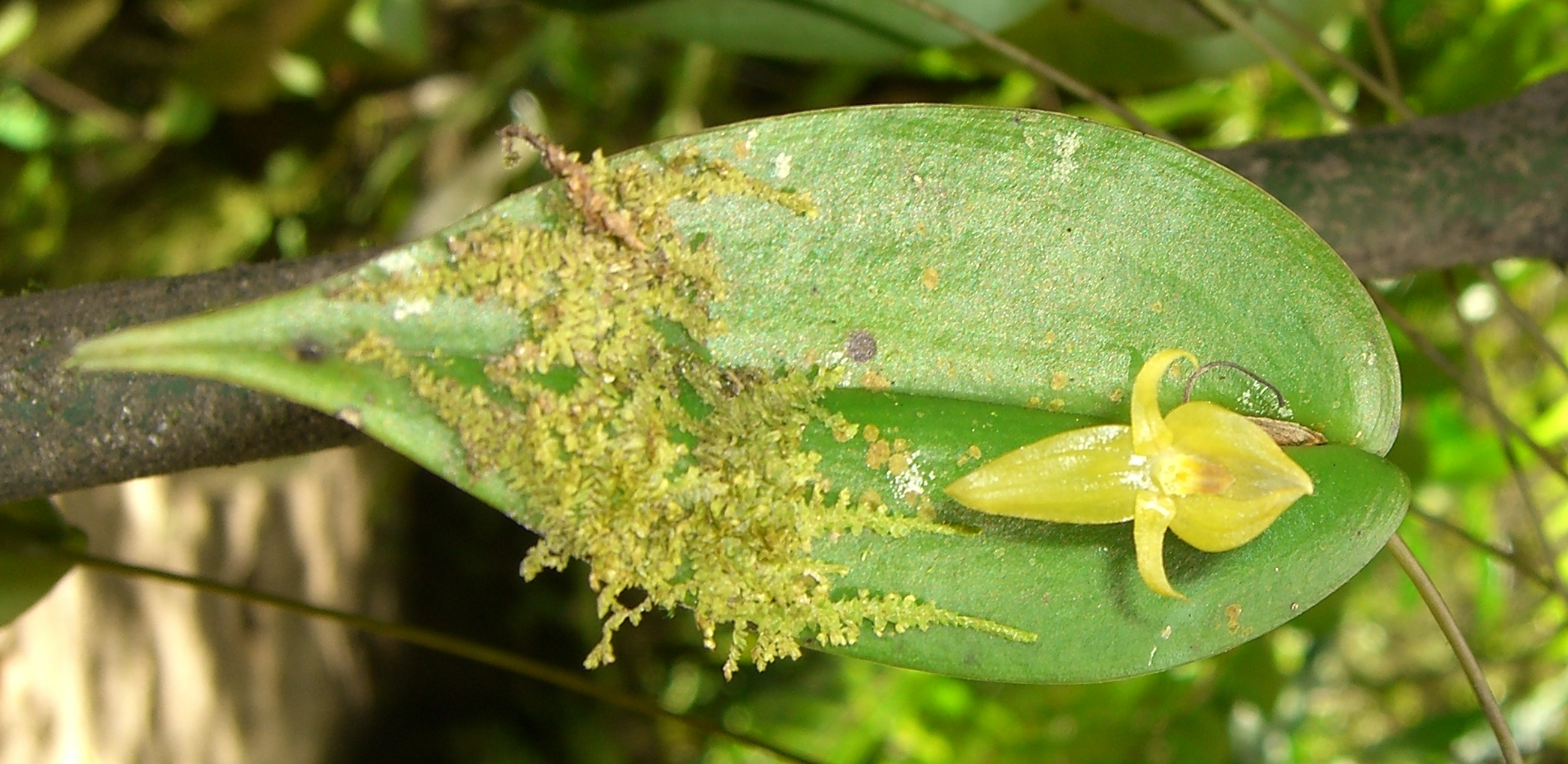